# 대한민국 민법 제804조
대한민국 민법 제804조는 약혼 해제의 사유에 대한 민법 친족법 조문이다. 2021년 1월 26일에 법률 제17905호로 일부개정되어 시행되었으며 2011년 3월 7일에 전문개정되었다. 

## 조문
제804조(약혼해제의 사유) 당사자 한쪽에 다음 각 호의 어느 하나에 해당하는 사유가 있는 경우에는 상대방은 약혼을 해제할 수 있다.
1. 약혼 후 자격정지 이상의 형을 선고받은 경우
2. 약혼 후 성년후견개시나 한정후견개시의 심판을 받은 경우
3. 성병, 불치의 정신병, 그 밖의 불치의 병질(病疾)이 있는 경우
4. 약혼 후 다른 사람과 약혼이나 혼인을 한 경우
5. 약혼 후 다른 사람과 간음(姦淫)한 경우
6. 약혼 후 1년 이상 생사(生死)가 불명한 경우
7. 정당한 이유 없이 혼인을 거절하거나 그 시기를 늦추는 경우
8. 그 밖에 중대한 사유가 있는 경우

## 해설
민법 제804조 이하에서 약혼해제사유를 둔 것은 이런 사유가 있을 때에만 약혼해제할 수 있다는 것이 아니라 이 규정에 근거하여 해제한 경우에는 정당한 해제로 손해배상책임을 면한다는 의미이다. 제8항에서 중대한 사유란 "사회의 일반관념에 비추어 볼 때 당사자에게 약혼을 유지시켜 혼인에 이르도록 요구하는 것이 무리라고 생각되는 정도"를 말한다.

## 사례
- 중매로 만나 약혼을 했는데, 알고 보니 상대방이 학력과 경력, 직업을 속인 경우, 속인 상대방에게 과실이 인정되므로 상대방에게 재산상의 손해배상을 청구할 수 있고[3], 위자료도 청구할 수 있으며 다만 본인에게도 상대방의 학력이나 경력, 직업 등을 조사해보지 않고 경솔히 약혼한 잘못이 있으므로, 이도 위자료 액수를 정하는데 있어 참작될 것이다[4].

- 약혼한 사람이 사기죄로 징역 1년형의 선고를 받고 교도소에서 복역 중인 경우 파혼이 가능하다[5].

- 영화 캐스트 어웨이에서 비행기 추락으로 무인도에 4년간 살다가 돌아온 척의 약혼녀 켈리는 '약혼 후 1년 이상 생사가 불명한 경우'를 들어 적법하게 약혼을 해제할 수 있을 것이다[6].

## 판례

### 기타 중대한 사유가 있는 때
- 종전에 서로 알지 못하던 갑과 을이 중매를 통하여 불과 10일간의 교제를 거쳐 약혼을 하게 되는 경우에는 서로 상대방의 인품이나 능력에 대하여 충분히 알 수 없기 때문에 학력이나 경력, 직업 등이 상대방에 대한 평가의 중요한 자료가 된다고 할 것인데 갑이 학력과 직장에서의 직종·직급 등을 속인 것이 약혼 후에 밝혀진 경우에는 갑의 말을 신뢰하고 이에 기초하여 혼인의 의사를 결정하였던 을의 입장에서 보면 갑의 이러한 신의성실의 원칙에 위반한 행위로 인하여 갑에 대한 믿음이 깨어져 갑과의 사이에 애정과 신뢰에 바탕을 둔 인격적 결합을 기대할 수 없어 갑과의 약혼을 유지하여 혼인을 하는 것이 사회생활관계상 합리적이라고 할 수 없으므로 민법 제804조 제8호 소정의 '기타 중대한 사유가 있는 때'에 해당하여 갑에 대한 약혼의 해제는 적법하다고 본 사례[7].

## 참고 문헌
- 오현수, 일본민법, 진원사, 2014. ISBN 978-89-6346-345-2
- 오세경, 대법전, 법전출판사, 2014 ISBN 978-89-262-1027-7
- 이준현, LOGOS 민법 조문판례집, 미래가치, 2015. ISBN 979-1-155-02086-9
- "파혼하자고 했더니 혼수 예약금을 저보고 내라고 합니다" 법률방송뉴스, 김기윤 2022.03.09

## 같이 보기
- 대한민국 민법 제109조 착오로 인한 의사표시 취소
- 대한민국 민법 제110조 사기, 강박에 의한 의사표시 취소